# Guerquesalles
Guerquesalles  est une commune française, située dans le département de l'Orne en région Normandie, peuplée de 133 habitants.

## Géographie
Traversée par la Vie, elle est limitrophe de Vimoutiers et du célèbre village de Camembert.
| Vimoutiers                   | Vimoutiers                  | Vimoutiers, Ticheville |
| Camembert                    | Guerquesalles               | Ticheville             |
| Camembert, Fresnay-le-Samson | Fresnay-le-Samson, Roiville | Roiville               |

### Hydrographie
La commune est située dans le bassin Seine-Normandie. Elle est drainée par la Vie, la Viette, le cours d'eau 01 de la Mousselière, le fossé 01 de la Bucaille, le fossé 01 des Iles, le fossé 01 des Prés Saint-Denis, le ruisseau de la Fontaine de la Motte, le ruisseau de la Fontaine de la Roche et le ruisseau du Valame,.
La Vie, d'une longueur de 67 km, prend sa source dans la commune de Ménil-Hubert-en-Exmes et se jette  dans la Dives à Méry-Bissières-en-Auge, après avoir traversé 16 communes. Les caractéristiques hydrologiques de la Vie sont données par la station hydrologique située sur la commune de Ginai. Le débit moyen mensuel est de 0,491 m3/s. Le débit moyen journalier maximum est de 9,04 m3/s, atteint lors de la crue du 12 juin 2018. Le débit instantané maximal est quant à lui de 13,6 m3/s, atteint le même jour.
La Viette, d'une longueur de 11 km, prend sa source dans la commune d'Écorches et se jette  dans la Vie en limite de Vimoutiers et de Guerquesalles, après avoir traversé cinq communes.

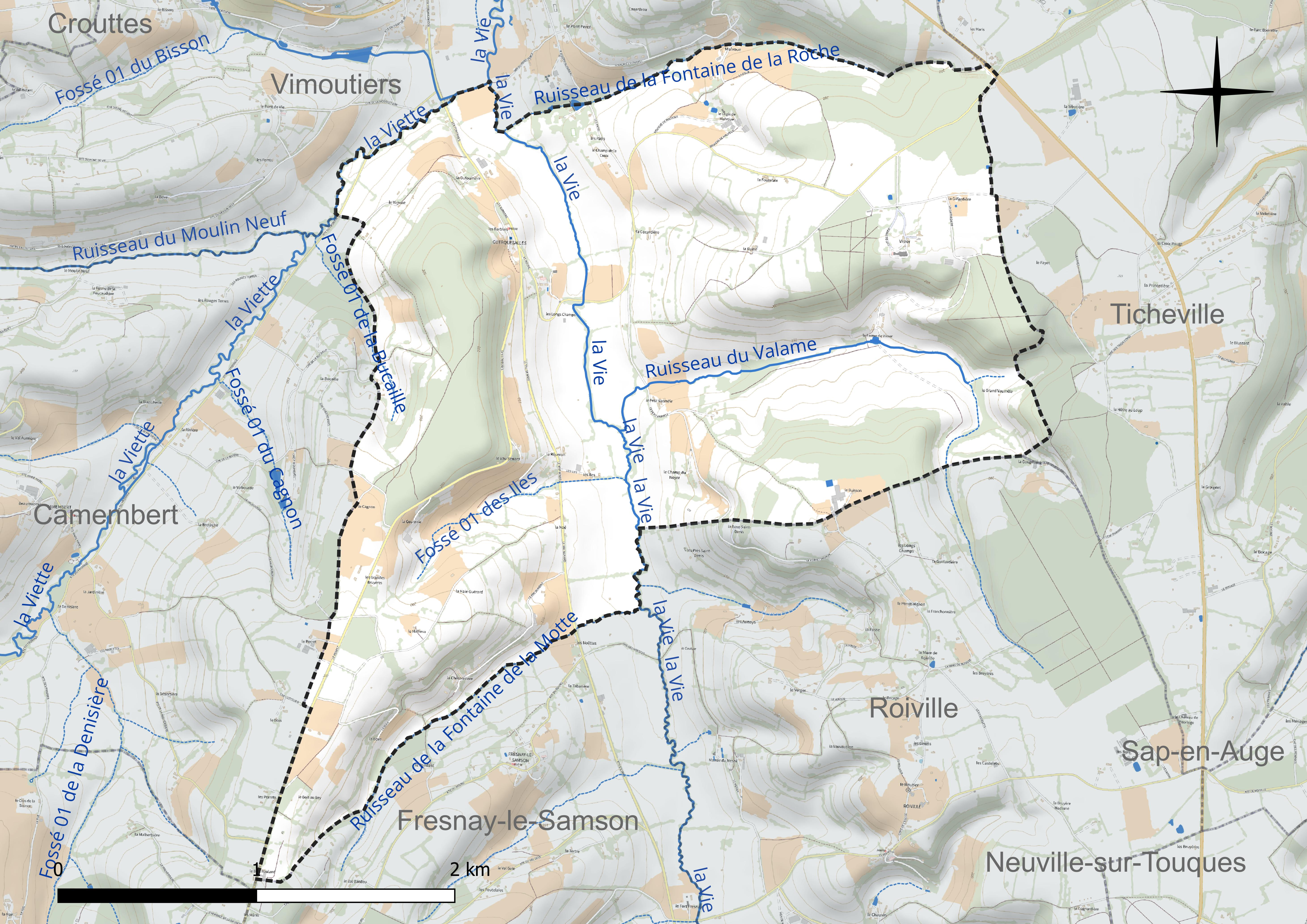
Réseau hydrographique de Guerquesalles.

### Climat
Pour des articles plus généraux, voir Climat de la Normandie et Climat de l'Orne.
En 2010, le climat de la commune est de type climat des marges montargnardes, selon une étude du CNRS s'appuyant sur une série de données couvrant la période 1971-2000. En 2020, Météo-France publie une typologie des climats de la France métropolitaine dans laquelle la commune est exposée à un climat océanique et est dans la région climatique Normandie (Cotentin, Orne), caractérisée par une pluviométrie relativement élevée (850 mm/a) et un été frais (15,5 °C) et venté. Parallèlement le GIEC normand, un groupe régional d’experts sur le climat, différencie quant à lui, dans une étude de 2020, trois grands types de climats pour la région Normandie, nuancés à une échelle plus fine par les facteurs géographiques locaux. La commune est, selon ce zonage, exposée à un « climat contrasté des collines », correspondant au Pays d’Auge, Lieuvin et Roumois, moins directement soumis aux flux océaniques et connaissant toutefois des précipitations assez marquées en raison des reliefs collinaires qui favorisent leur formation.
Pour la période 1971-2000, la température annuelle moyenne est de 10,5 °C, avec une amplitude thermique annuelle de 13,5 °C. Le cumul annuel moyen de précipitations est de 797 mm, avec 12,4 jours de précipitations en janvier et 8,3 jours en juillet. Pour la période 1991-2020, la température moyenne annuelle observée sur la station météorologique la plus proche, située sur la commune de Ticheville à 4 km à vol d'oiseau, est de 10,9 °C et le cumul annuel moyen de précipitations est de 826,1 mm,. Pour l'avenir, les paramètres climatiques de la commune estimés pour 2050 selon différents scénarios d’émission de gaz à effet de serre sont consultables sur un site dédié publié par Météo-France en novembre 2022.

## Urbanisme

### Typologie
Au 1er janvier 2024, Guerquesalles est catégorisée commune rurale à habitat très dispersé, selon la nouvelle grille communale de densité à sept niveaux définie par l'Insee en 2022.
Elle est située hors unité urbaine et hors attraction des villes,.

### Occupation des sols
L'occupation des sols de la commune, telle qu'elle ressort de la base de données européenne d’occupation biophysique des sols Corine Land Cover (CLC), est marquée par l'importance des territoires agricoles (79,2 % en 2018), une proportion identique à celle de 1990 (79,2 %). La répartition détaillée en 2018 est la suivante : prairies (68,1 %), forêts (20,8 %), terres arables (10,1 %), zones agricoles hétérogènes (1 %). L'évolution de l’occupation des sols de la commune et de ses infrastructures peut être observée sur les différentes représentations cartographiques du territoire : la carte de Cassini (XVIIIe siècle), la carte d'état-major (1820-1866) et les cartes ou photos aériennes de l'IGN pour la période actuelle (1950 à aujourd'hui).

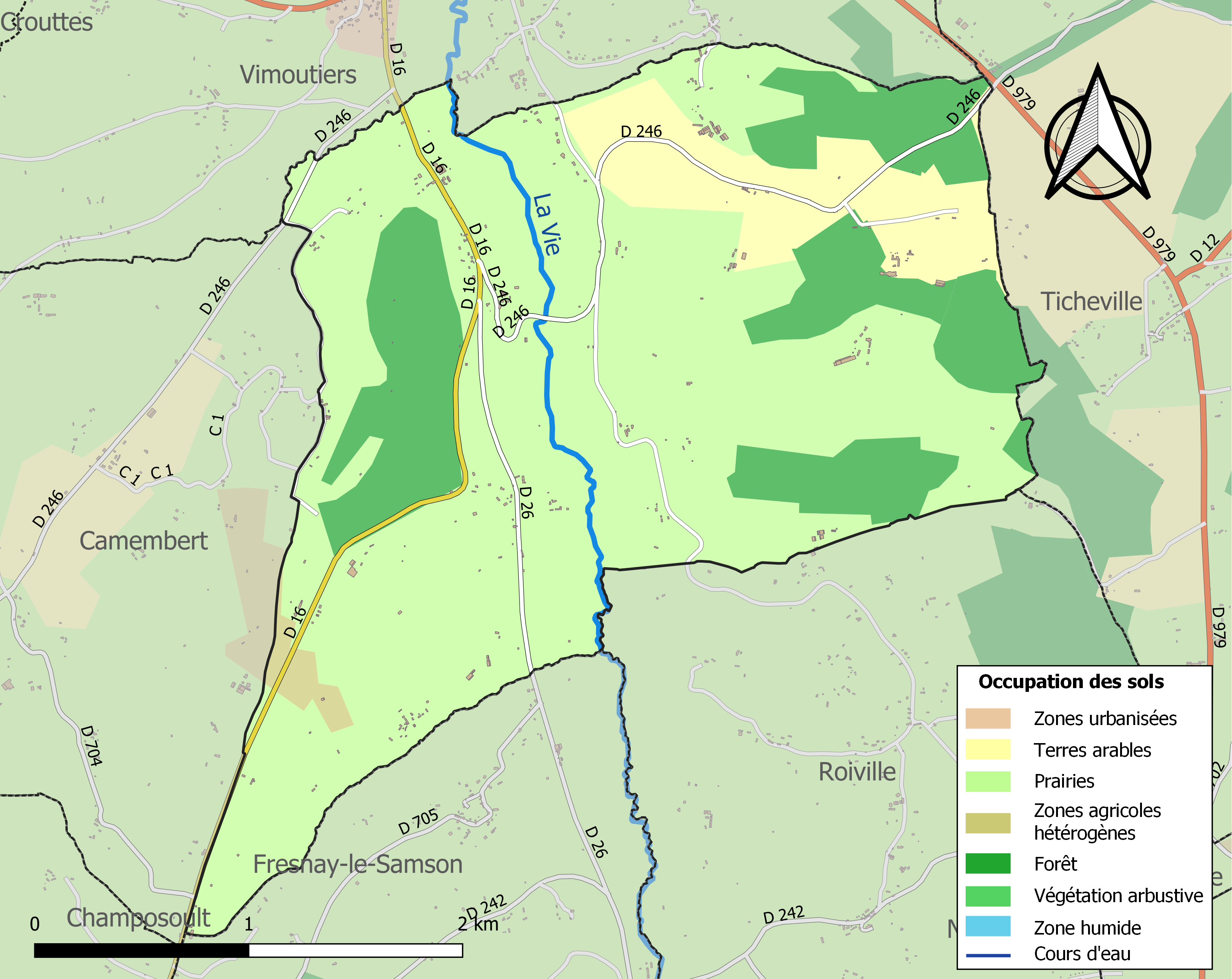
Carte des infrastructures et de l'occupation des sols de la commune en 2018 (CLC).

## Toponymie
Le nom de la localité est attesté sous la forme Gargasala (sans date).
Homonymie avec une ferme et fief à Amécourt et moulin sur l’Epte dans l'Eure, Guerquesalle (sans -s final), attesté sous les formes Gargasala (sans date), Guersalle (prononciation locale) et Garnesale en 1538.
Il s'agit d'un type toponymique en -salle(s) issu du germanique continental, ou du vieux norrois. L'appellatif toponymique salle(s) procède du vieux bas francique *sal- de sens assez vague d'« habitation, maison, hall d'entrée d'une habitation » ou de l'ancien scandinave salr « pièce (d'une habitation), hall ». Tous deux remontent au germanique commun *salą de sens proche. Les deux Guerquesalle(s) se situant en dehors de l'aire de diffusion de la toponymie scandinave, l'hypothèse norroise a été exclue par la plupart des toponymistes, en outre ce type de composé correspond à un modèle rencontré dans les  Flandres, à savoir les noms -zeele (francisé en -selle[s]) comme Herzeele (Pas-de-Calais, Hersele en 1195) ou Lederzeele (Nord, Lidersele en 1139) ou encore Audresselles (Nord, Odersele en 1150) tous formés selon Albert Dauzat et Ernest Nègre à partir d'un anthroponyme.
Albert Dauzat et René Lepelley proposent d'interpréter, à la suite d'Ernst Gamillscheg, le premier élément par un nom de personne germanique comme Warg,, anthroponyme reposant sur le nom des loups dans la mythologie germanique  mais aussi du criminel et du félon (latin médiéval wargus, vieux haut allemand warg, vieux norrois vargr). Le passage du groupe War- à Gar- ne pose pas de problème, la localité se trouvant à la limite de la mutation phonétique [w] > [g], ainsi Guernanville à une cinquantaine de km à l'est est attestée sous les formes Garleinvilla en 1081 et Warlenvilla vers 1130. Il s'agit dans ce cas du nom de personne germanique Warlein.
Remarque : Albert Dauzat cite en réalité Warg-, avec un tiret montrant par là une incertitude sur l'élément suivant le [g], alors que René Lepelley reprend témérairement Warg sans tenir compte du fait que Warg + sal(a) aurait abouti à quelque chose comme *Gargsala > *Guercsalle > *Guersalle.
Le gentilé est Guerquesallais.

## Histoire
Guerquesalles, plein fief de Haubert au XIe siècle, relevait sous Exmes du Duc de Normandie et du Roi de France, le possesseur de ce fief au  Xe siècle  figurait déjà dans l'échiquier de Normandie, il s'appelait Guillaume de Guerquesalles, dont le fils, Hugues de Guerquesalles devait épouser la fille unique de Richard de Vimoutiers, fils de Droulin, premier seigneur de Vimoutiers, vassal des moines de Jumièges.
Cette fille devait amener en dot tous les biens que les Droulin possédaient à Vimoutiers. Elle mourut en 1218, époque à laquelle Hugues de Guerquesalles déclare dans une charte revêtue de son sceau et de celui de son fils Geoffroi de Guerquesalles qu'il se fait vassal de la Vierge Marie et de l’église de Guerquesalles. Par cette même charte dressée en présence de Nicolas et Robert de Malvoue, père et fils, et de Robert, abbé de Saint-Martin en Gouffern qui fait aussi hommage aux églises du Pont de Vie, de Maupertuis et de Notre-Dame de Vimoutiers et termine en donnant une partie de ses biens à ces églises ainsi qu'aux pauvres infirmes de l'hospice Saint-Thomas d'Argentan,
Trois ans après, Hugues de Guerquesalles se qualifiant de gendre de Richard de Vimoutiers dans une nouvelle charte revêtue des signatures de Guillaume de Malvoue et de Gilles d'Estrancourt qu'il fait don aux pauvres de la maison de Dieu de Lisieux d'une rente de 4 deniers (7,74 euros) que Béatrice La fine de la paroisse de Vimoutiers lui doit a cause d'une île à Vimoutiers appelée : l'île de la Blanche chemise. Dans le même temps, Hugues de Guerquesalles dispense les religieux de Saint-André de Gouffern des droits qu'ils percevaient lors de la foire du Pont de Vie et leur abandonne sa vigne qui s'étendait de Guerquesalles à la terre de Geslin le Forestier, l'un des témoins est Nicolas de Malvoue son fils Geoffroi s'y signale aussi par des générosités envers Saint André de Gouffern. À partir du XIIe siècle on perd la trace de cette famille.
Après la disparition de la famille d'Hugues de Geoffroi de Guerquesalles, le fief revint vers le XVe siècle à Guillaume de Trousseauville, père de 10 enfants. On[Qui ?] suppose que ce Guillaume de Trousseauville était le même que celui qui le 12 octobre 1417 était capitaine d'Argentan et avait tenu pendant huit jours contre les Anglais obligé de leur rendre Argentan. Il se retira avec 500 personnes qui quittèrent la zone anglaise pour se retirer à l'intérieur dans les terres non occupées par les Anglais. On[Qui ?] suppose qu'à ce moment, il vint dans le fief de Guerquesalles. En 1447, au registre de comptabilité de la Vicomté d'Exmes, le fief de Guerquesalles est confisqué et mis en vente, mais le fief ne trouvant pas d'acquéreur, il est maintenu pour Guillaume de Trousseauville, on ne sait à quelle date ils quittèrent Guerquesalles mais au XVIIe et XVIIIe siècles plusieurs membres de cette famille étaient établis dans le Perche.
En 1567-1570, le seigneur et patron du fief de Guerquesalles est Floridas de Beaulieu, d'une famille rouennaise qui s'illustra dans la marine marchande, son fils Jacques de Beaulieu épouse en 1606 Anne de Sabrevoie, fille de Jean Richebourg, leur fils Jean épouse en 1629 Marguerite du Bosc, dame d'honneur de la reine et fille de Léonor du Bosc, seigneur de Radepont. Jean prendra le titre de baron du Bec Thomas, seigneur de Richebourg du pont de Vie et de Guerquesalles. Le troisième de leurs fils Michel de Beaulieu 1636-1711 seigneur du Bec Thomas, hérite de Guerquesalles ou il habitat dans le manoir qu'il fit construire. Jean de Beaulieu frère de Michel reçu Guerquesalles et en 1697 nomma curé à la paroisse et un chapelain à la chapelle Saint-Marc,
La situation financière de la famille Beaulieu est devenue difficile et, vers 1700, elle vend ses terres et c'est un neveu de Marguerite du Bosc qui en 1717 achète Guerquesalles,
Léonor II du Bosc, patron de Radepont conseiller au parlement de Normandie ; de 1718 à 1720, maire de Rouen, ce nouveau patron de Guerquesalles nomma en 1721 un nouveau curé, en 1722, il épousa Marie-Madeleine de Novince, baronne d'Aubigny très célèbre dans la province pour son zèle janséniste. Léonor II étant décédé en 1755, sa veuve qui habitait Rouen rue Étoupée avec son fils ainé Jean-Leonor du Bosc nomma cette année-là, le curé de Guerquesalles,
Ce fut ce Jean Léonor du Bosc, né à Rouen en 1727, qui hérita de Guerquesalles, Entré à l'armée à 14 ans, il prit part à la guerre de succession d'Autriche, se distingua à Fontenoy, fit la campagne de Hannovre, chevalier de Saint-Louis, il habitait Paris. Emprisonné pendant la Terreur jusqu'à la chute de Robespierre, Il mourut à Radepont en 1806.
Dès 1783, le fief de Guerquesalles était à Charles-Guillaume Léonor du Bosc, jeune frère de Jean Léonor né en 1737, comte de Radepont, il fut maire de Rouen de 1788-1790,
En 1784, ce fut lui qui nomma Adrien Nollet de Malvoue comme curé de Guerquesalles. Il avait épousé Marie-Adrienne de Saint Honorine et habitait Rouen, rue de la Seille.
Il émigra en 1792 et ses biens furent séquestrés jusqu'en l'an X (1801-1802).
À la même époque existait à Guerquesalles d'autres familles nobles.
La famille des Malvoue dont les premiers membres Nicolas et Guillaume furent témoins dans les chartes d'Hugues et Geoffroi de Guerquesalles, car les terres des Malvoue n'avaient aucun droit sur le fief de Guerquesalles. Ces terres de Malvoue étaient une vavassorie noble qui dépendait de l'abbaye de Jumièges.
Cette vieille famille Malvoue, dont il existe encore des descendants, s'est très vite dispersée dans la région, une des branches s'établit à Saint Germain d'Aunay d'où ils devinrent les Malvoue d'Aunay.
Un maire à Vimoutiers 1816-1820 un Malvoue d'Aunay, vers 1880 un Malvoue d'Aunay maire de Moutier-Hubert,
Une autre branche s'était établie dans la région de Gacé ou pendant les guerres entre les ligues et les partisans du roi, Madame de Bourbon Dame de Gacé avait parmi les gentilshommes de sa maison, Jean II de Malvoue 1555-1638 seigneur de la Cochère, Chaufour Saint Vincent, et Villeneuve déjà en 1590, François de Bourbon l'avait nommé capitaine et chargé de défendre le château de Gacé contre tous les ennemis du roi.
Il le fit courageusement et jusqu'à sa mort il maintint l'autorité du roi sur Gacé, Il mourut à 81 ans encore capitaine après avoir servi sous quatre rois (Charles IX, Henri III-IV et Louis XIII).
Le reste de l'ancienne famille Malvoue était resté à Guerquesalles, En 1600, pour des raisons financières, elle fut obligée de vendre ses terres.
À ce moment, une riche famille de la région, Les Nollet venait d'être anoblie en 1589, il leur fallait une terre, un nom pour faire une base de leur nouvelle noblesse, Les terres de Malvoue étaient parfaites, aussi ils achetèrent les terres des Malvoue à Guerquesalles et aussitôt prirent le nom de Nollet de Malvoue, Cette nouvelle famille, comme l'ancienne, a des descendants jusqu'à nos jours. À la famille Beaulieu de Guerquesalles, ils achetèrent les bois et le Pavillon de Vimer.
Au XVIIIe siècle, un Nollet de Malvoue fut vicomte du Sap. En 1784, Adrien de Nollet de Malvoue fut nommé curé de Guerquesalles, il le restera jusqu'à la Révolution en 1788.
Il fut élu représentant du Clergé pour la région de Vimoutiers, il refusa en 1792 de prêter le serment et se retira. Un autre Nollet de Malvoue fut nommé commandant de la Garde nationale de Vimoutiers.
LA COCARDIERE
Quart de fief de Mesnil-Imbert, autre fief de Guerquesalles ce n'est que sous Louis XI, Regnault Le Lasseur vint en Normandie prend possession de la Cocardière qu'il avait acheté en 1477,
Les Lasseur étaient de race noble, puisqu'un de leurs aïeuls ayant été anobli par Charles V en 1365, Regnault Le Lasseur n'eut qu'un fils, Jean qui lui succéda en 1486. Il avait épousé Isabel Bardout, fille de Jean Sieur de Caumont, L'ainé  Jean II se maria à Catherine de Lyre qui lui donna un fils, Stevenot qui se maria avec Philippe de Saint Pierre. Son fils Eustache, seigneur de la Cocardière, servit dans la compagnie des gens d'armes du fameux Guillaume V de Hautemer seigneur de Fervaques 1538-1613 c'était une époque où il était difficile de fixer son choix,
Les deux parties commettants les pires excès.
De Hautemer combattit d'abord avec les catholiques, puis avec les protestants et ensuite avec les Liqueurs, pour se rallier à Henri IV que le duc et maréchal Eustache de la Cocardière périt dans ces combats,
Eustache de la Cocardière avait deux fils de sa femme Marguerite d'Andel, Jacques l'ainé devint seigneur de la Cocardière et mourut en 1657, Son héritier Guillaume de la Cocardière, né en 1638, fut inhumé dans l'église de Guerquesalles en 1669. N'ayant pas de descendance, La cocardière serait passée à son frère Pierre qui habitait la Cocardière et mourut en 1766, sa fille Anne héritière de la Cocardière fut mariée à Jean Joseph de Mathan, seigneur de Sainte Marie aux Anglais, où se fixa le ménage, au nombre de leurs 5 enfants l'un deux Claude de Mathan hérita de la Cocardière et la vendit à Leonor du Bosc, déjà héritier de la famille Beaulieu.
CHATEAU DE VIMER
Vimer n'a jamais été cité comme fief dans les dénombrements féodaux de Guerquesalles, on suppose que c'est sous Louis XIV, le patron du fief de Guerquesalles Michel de Beaulieu de Richebourg qui possédait l'ensemble des bois de Vimer, fit construire un pavillon de chasse au milieu des bois. Aux Beaulieu succédèrent la famille du Bosc, puis les Nollet de Malvoue qui, quelques années plus tard, revendirent le pavillon aux Bouillonnay d'Ogère puis il appartint aux Des Moutes, un cousin de Madame de Moutes, Charles Francois du Bouillonnay en hérita en 1763, puis le vendit en 1774 à René Baltazar Alisan du Chazet, un fermier général très riche ayant fait connaissance de Madame la baronne de Mackau qui en 1780 était à Versailles sous-gouvernante des enfants de France. Elle avait deux enfants, un garçon et une fille. Le garçon Armand-Louis Baron de Mackau était en 1780 capitaine des dragons à la suite de cette entrevue, il épousa en 1780 Angélique, Madeleine Alissan de Chazet. Le père Alissan de Chazet donna comme dot à sa fille le château et les terres qu'il venait d'acheter à Vimer.
Le jeune couple n'en usa pas beaucoup car il quitta l'armée et fut ambassadeur du roi près du duc Wurtemberg et ensuite auprès de la cour des Deux-Siciles. Quant à sa femme Angélique Alissan de Chazet, elle mourut jeune en 1794 après lui avoir donné cinq enfants.
L'un, Ange René Armand Baron de Mackau qui fut amiral de la flotte et ministre de la marine et des colonies en 1843, il mourut en 1855.
L'une de ses filles fut Anne-Angélique dite Anette de Mackau qui épousa en 1812 Pierre Wattier Comte de Saint Alponse, général de cavalerie, qui mourut en 1846,
Sa femme Anette de Mackau sans enfant vint se retirer au château de Vimer qu'elle agrandit et transforma. Elle le partagea avec son neveu le fils d'Ange-René Mackau ministre de la marine.
Ce fils s'appelait Anne-Frédéric Armand de Mackau, il fut député de l'Orne de 1866 à 1918. Il épousa en 1858 Mathilde de Maison, petite-fille du maréchal Maison.
Il partagea Vimer avec sa tante Madame de Saint Alphonse qui s'occupa de Vimer car le travail politique du baron le retenait à Paris, 
Il eut une fille Marie-Anne de Mackau qui épousa en 1882 Marie-Octavien Pourroy de Lauberivière, comte de Quinsonais, ils eurent une fille Dominique-Marie de Quinsonais qui épousa en 1904 Bernard Vicomte de Bonneval à qui revint le domaine Vimer.
Il fut également au début du siècle maire de Guerquesalles.
Après la mort des Bonneval sans postérité, le domaine de Vimer revint à un cousin, L'une des filles du Baron de Mackau, Annette de Mackau épousa en 1857, Jules-Joseph Comte Hennecart. Ce couple eut une fille en 1861, Marie-Alexandrine Hennecart qui épousa en 1884 Gabriel Comte de Touchet et ce sera lui après la mort des Bonneval que reviendra Vimer.
La chapelle Notre-Dame de la Miséricorde sur la route de Vimoutiers à Guerquesalles de style roman, décorée d'une très grande Vierge en bois, fut construite par Madame de Sainte Alphonse à la suite d'un vœu.
Descendant un jour de Vimer à Guerquesalles, les chevaux s'étaient emballés dans la côte, elle eut très peur et fit vœu que s'il ne lui arrivait rien elle ferait quelque chose pour la Vierge.
Elle tint parole, fit construire la chapelle qui fut inaugurée en 1860 et fut détruite en 1944 par un char allemand qui s'était mis trop près et qui avait sauté.
Les léproseries de Saint-Marc et Saint-Nicolas de Maupertuis, ne sont pas sur Guerquesalles mais sur le Pont de Vie,
Elles furent édifiées au temps des Croisades par un des premiers seigneurs de Guerquesalles qui avait pris part aux Croisades.

## Politique et administration
| Période                                  | Période   | Identité                             | Étiquette | Qualité              |
| ---------------------------------------- | --------- | ------------------------------------ | --------- | -------------------- |
| 1816                                     | 1828      | François Édouard de Nolet de Malvoue |           |                      |
| 1871                                     | 1888      | Armand de Mackau                     |           |                      |
| 1888                                     | 1892      | Humbert de Quinsonas                 |           |                      |
| 1892                                     | 1905      | Armand de Mackau                     |           |                      |
| ?                                        | mars 2001 | Gérard Agez                          |           |                      |
| mars 2001                                | mai 2020  | Didier Goret                         | Les Verts | Éducateur spécialisé |
| mai 2020                                 | En cours  | Agnès Laigre                         | SE        | Exploitante agricole |
| Les données manquantes sont à compléter. |           |                                      |           |                      |

Le conseil municipal est composé de onze membres dont le maire et deux adjoints.

## Démographie
L'évolution du nombre d'habitants est connue à travers les recensements de la population effectués dans la commune depuis 1793. Pour les communes de moins de 10 000 habitants, une enquête de recensement portant sur toute la population est réalisée tous les cinq ans, les populations de référence des années intermédiaires étant quant à elles estimées par interpolation ou extrapolation. Pour la commune, le premier recensement exhaustif entrant dans le cadre du nouveau dispositif a été réalisé en 2004.
En 2022, la commune comptait 133 habitants, en évolution de −1,48 % par rapport à 2016 (Orne : −3,21 %, France hors Mayotte : +2,11 %).
Au premier recensement républicain, en 1793, Guerquesalles comptait 396 habitants, population jamais atteinte depuis.
| 1793 | 1800 | 1806 | 1821 | 1836 | 1841 | 1846 | 1851 | 1856 |
| ---- | ---- | ---- | ---- | ---- | ---- | ---- | ---- | ---- |
| 396  | 332  | 372  | 345  | 326  | 315  | 310  | 300  | 258  |

| 1861 | 1866 | 1872 | 1876 | 1881 | 1886 | 1891 | 1896 | 1901 |
| ---- | ---- | ---- | ---- | ---- | ---- | ---- | ---- | ---- |
| 264  | 264  | 245  | 282  | 262  | 239  | 245  | 244  | 238  |

| 1906 | 1911 | 1921 | 1926 | 1931 | 1936 | 1946 | 1954 | 1962 |
| ---- | ---- | ---- | ---- | ---- | ---- | ---- | ---- | ---- |
| 234  | 217  | 189  | 206  | 198  | 197  | 202  | 174  | 185  |

| 1968 | 1975 | 1982 | 1990 | 1999 | 2004 | 2006 | 2009 | 2014 |
| ---- | ---- | ---- | ---- | ---- | ---- | ---- | ---- | ---- |
| 154  | 107  | 127  | 135  | 146  | 136  | 137  | 129  | 130  |

| 2019 | 2022 | - | - | - | - | - | - | - |
| ---- | ---- | - | - | - | - | - | - | - |
| 134  | 133  | - | - | - | - | - | - | - |

## Lieux et monuments

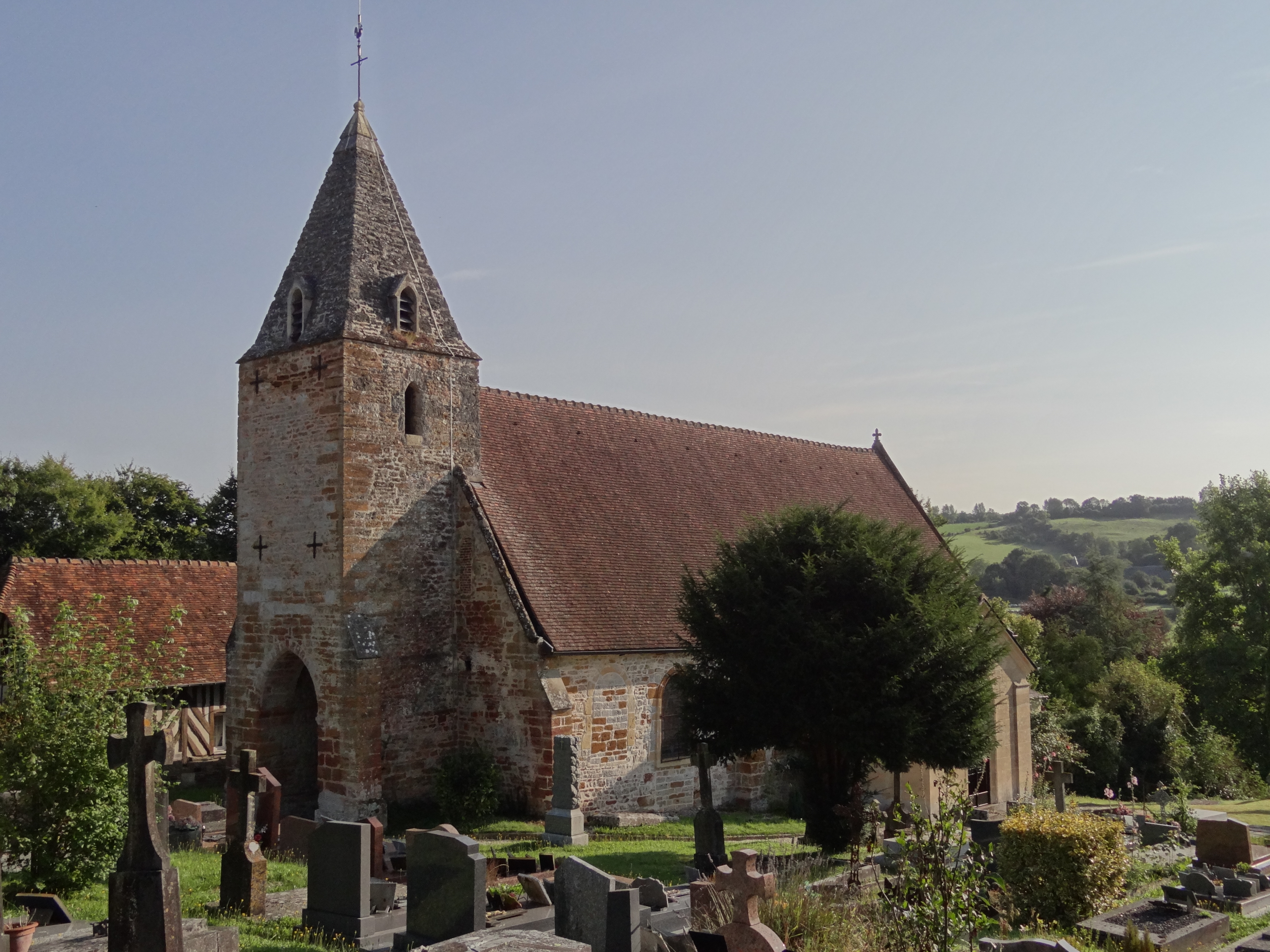
L'église Saint-Germain-l'Auxerrois.

- Le manoir de la Cocardière du XVIe siècle, inscrit aux Monuments historiques[36].
- Le château de Vimer. Cet édifice a servi d'hôpital de campagne après le bombardement de Vimoutiers en août 1944. Bien qu'impressionnant depuis l'extérieur, il ne peut pas se visiter.
- L'église paroissiale Saint-Germain-l'Auxerrois du XIIe ou du XIIIe siècle. Un vitrail est dédié à la mémoire d'une victime du Bazar de la Charité. Dans une chapelle latérale se trouve le tombeau de la famille des barons de Mackau.
- Le logis de Malvoue, manoir du XVIe siècle.